# Marienkirche Lübeck
A Marienkirche (Mária-templom) gótikus stílusú templom Lübeckben a 13. századból, a téglagótika legnagyobb hatású egyházi épülete.
Több mint 70 észak-európai templomnak szolgált alapmintául, Lübeck gazdagságának jelképe és a Hanza-világhatalom státuszszimbóluma lett. 1265 és 1352 között épült az óvárosi sziget legmagasabb pontján. A szakirodalomban gyakran "Mutterkirche der Backsteingotik" ("a téglagótika szülőanyja")-ként emlegetett templom méreteinél fogva a korszak legnagyobb és legmagasabb építményei közé tartozik: tornyai 124 méter fölé nyúlnak. Ez a legmagasabb téglaboltozat a világon (nyugati fal). Eredetileg háromhajós bazilikaként építették sugárkápolnákkal és karéjszerű előcsarnokokkal. 1987-től a világörökség része Lübeck óvárosával együtt.

## Története
1160-ban az oldenburgi püspökség Lübeckbe került át. Az óváros déli szigetrészén székesegyházi káptalant alakítottak ki. Eredetileg két román kori templom állt a ma látható helyén, az ezekből származó szobrok a Szent Anna-múzeumban vannak kiállítva. A hajó hatodik nyugati pillérpárja a román kori templom maradványa (1200 körül).
A háromhajós bazilika megtervezésekor a reimsi katedrális és a flamand gótikus katedrálisokat vették alapul (jóllehet, ezek kőből épültek). Az ezáltal létrejött egyedi stílus óriási hatással volt a környező építészetre, különösen szemléletes ez a monumentális stralsundi és wismari Szent Miklós-templom téglagótika esetében.  
A hatalmas magasság elérése érdekében a gótikára jellemző támpilléreket alkalmaztak, ezáltal a téglaépületeknél még sosem látott magasságú boltíveket kaptak. A monumentális építkezést nem is elsősorban a papság, hanem a városi tanács szorgalmazta, és nem csupán szakrális célokat szolgált, hanem a sajátos Hanza-kereskedőbirodalom függetlenségét és hatalmát akarta kifejezni. Egy olyan státusszimbólumot, amely a kereskedelmi nagyhatalomként működő városállam, Lübeck erejét testesíti meg. Ezzel tudták leglátványosabban hangsúlyozni a város vezető szerepét a többi Hanza-várossal szemben.  
A déli toronytól keletre 1310-ben emelték a bűnbocsánat kápolnát (Briefkapelle, azaz írnokkápolna), melyet Szent Annának szenteltek. A reformáció idején, a szentek tiszteletének megszűntekor kapta az írnok nevet, mert ekkor írnokok költöztek oda. 1289-ben épült meg a nagyon híres Bürgermeisterkapelle (polgármester-kápolna). Itt iktatták be az újonnan megválasztott tanácsot. Ennek felső szintjén kapott helyet a kincstár, mely ma is a város tulajdonában van. 
1444 körül volt a templom utolsó gótikus bővítése, melyet Szűz Mária tiszteletének részeként az úgynevezett Szűz Mária-órák ünneplésére használták (Marientidenkapelle vagy Sängerkapelle).